# NGC 3348
NGC 3348 (również PGC 32216 lub UGC 5875) – galaktyka eliptyczna (E), znajdująca się w gwiazdozbiorze Wielkiej Niedźwiedzicy. Odkrył ją William Herschel 3 kwietnia 1785 roku.